# Mombercelli
Mombercelli är en ort och kommun i provinsen Asti i regionen Piemonte i Italien. Kommunen hade 2 149 invånare (2018).